# Dommel (rivière)
Pour l’article homonyme, voir Dommel (entreprise).

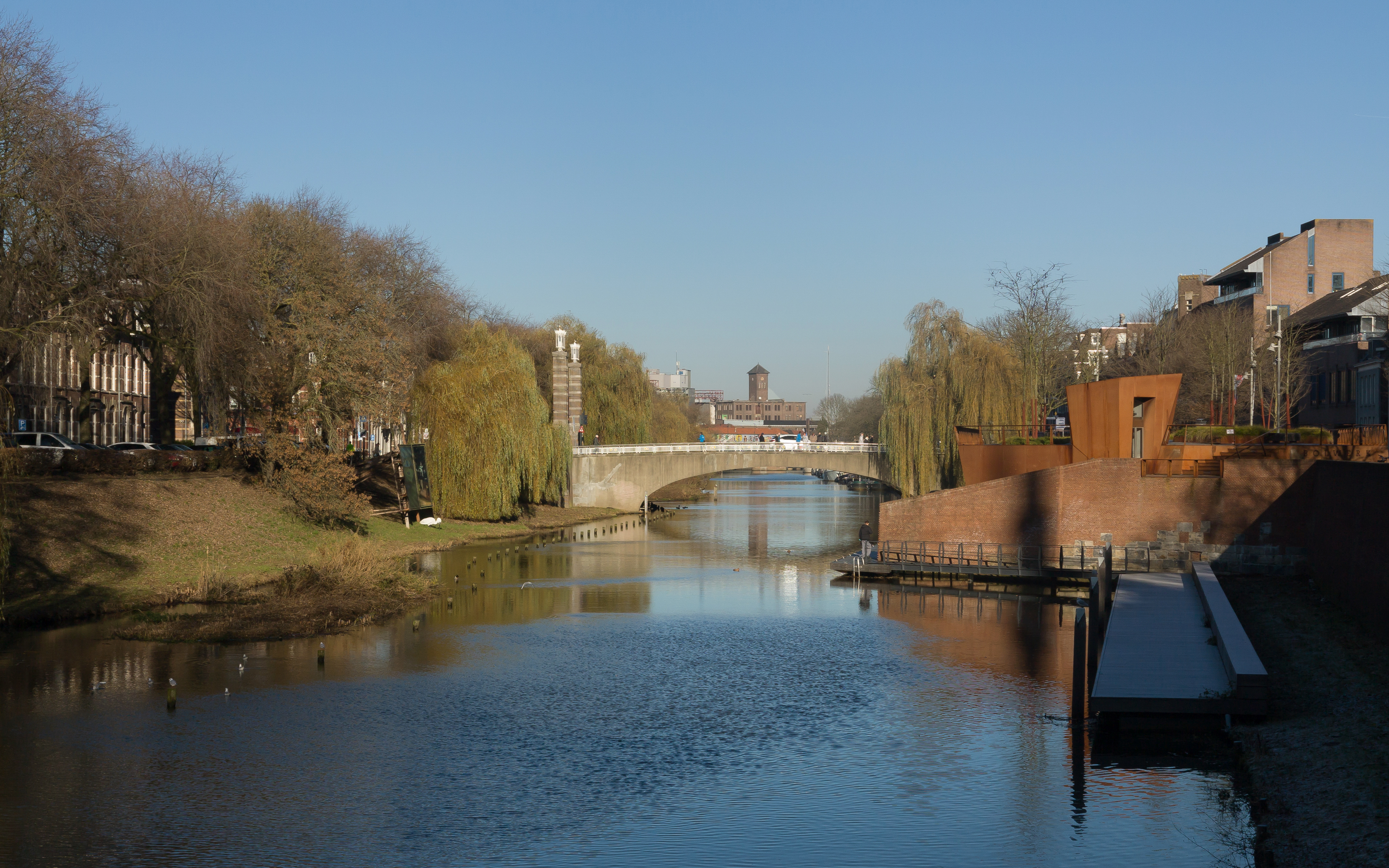
Le Dommel à Bois-le-Duc de Mariënburg

Le Dommel est une rivière de Belgique et des Pays-Bas. Elle est longue de 146 km, dont 20 km dans le Limbourg belge et 126 km dans le Brabant-Septentrional. Elle fut déjà mentionnée à l'époque romaine, sous le nom Dutmala.

## Source et bassin fluvial
La source du Dommel se trouve près du hameau de Wauberg dans la commune de Peer (Limbourg). La rivière passe à Overpelt et Neerpelt avant de franchir la frontière néerlandaise au sud de Borkel en Schaft. Après, elle passe à Dommelen (qui tire son nom de la rivière), Veldhoven, Eindhoven, Son en Breugel, Sint-Oedenrode, Boxtel et Vught. Là, le Dommel forme avec l'Aa la Dieze qui se jette dans la Meuse après avoir traversé Bois-le-Duc.
La rivière, autrefois caractérisée par un grand nombre de méandres, a été canalisée. Il reste quelques méandres dans la zone Son en Breugel - Sint-Oedenrode.

## Affluents
D'amont en aval : Holvense Beek, Keersop, Tongelreep, Run, Gender, Kleine Dommel, Hooidonkse Beek, Ekkersrijt, Groote Waterloop, Beerze, Beekse Waterloop et Esschestroom.

## Moulins à eau
Le long du Dommel plusieurs moulins à eau ont été conservés, dont certains ont été mentionnés dès le VIIIe siècle.

### Lien externe

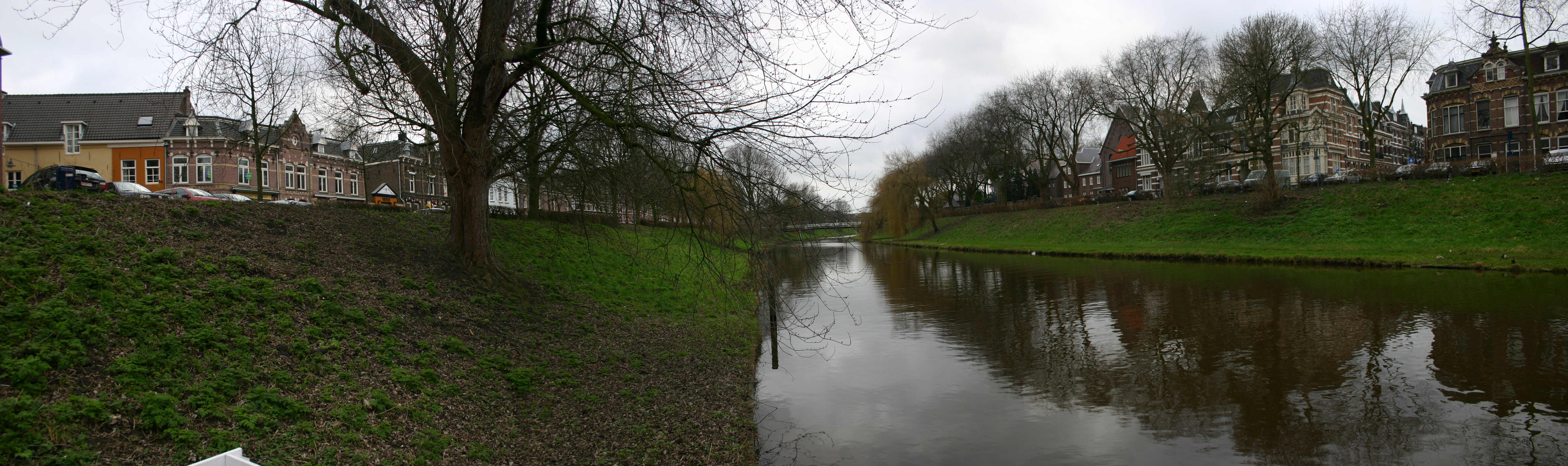
Le Dommel à Bois-le-Duc.